# Amynticodesmus prelli
Amynticodesmus prelli är en mångfotingart som beskrevs av Filippo Silvestri 1911. Amynticodesmus prelli ingår i släktet Amynticodesmus och familjen fingerdubbelfotingar. Inga underarter finns listade i Catalogue of Life.